# Kaalasjärvi (meer)
Kaalasjärvi is een meer in Zweden. Het ligt in de gemeente Kiruna. Het meer wordt gevoed met water van de bergtoppen van het bergplateau rond de Kebnekaise, dat via het Paittasjärvi, het Laukkujärvi en het Holmajärvi het Kaalasjärvi in stroomt. Het heeft veel weg van een diep uitgesleten gletsjergeul. Het meer, op 450 meter boven zeespiegel, is 10 km lang bij 1,5 km breed en gaat bij het gelijknamige dorp over in de Kalixälven, die op zijn beurt bij Kalix leegstroomt in Botnische Golf.